# أحمد الشروقي
أحمد عبد الرحمن الشروقي (ولد في 22 مايو 2000 في المنامة، البحرين) لاعب كرة قدم بحريني يجيد اللعب في مركز الجناح الأيسر. يلعب حاليا لصالح المحرق الذي ينافس في الدوري البحريني الممتاز منذ 2019.